# Sklabiňa
Sklabiňa es un municipio del distrito de Martin en la región de Žilina, Eslovaquia, con una población estimada a final del año 2024 de 644 habitantes.
Se encuentra ubicado al oeste de la región, cerca del curso alto del río Váh (cuenca hidrográfica del Danubio) y del parque nacional de Veľká Fatra.

## Demografía
| Año        | 1994 | 2004    | 2014    | 2024    |
| ---------- | ---- | ------- | ------- | ------- |
| Población  | 584  | 608     | 634     | 644     |
| Diferencia |      | +4,10 % | +4,27 % | +1,57 % |

| Año        | 2023 | 2024    |
| ---------- | ---- | ------- |
| Población  | 642  | 644     |
| Diferencia |      | +0,31 % |